# El Cuyo
El Cuyo är en ort i Mexiko.   Den ligger i kommunen Palizada och delstaten Campeche, i den sydöstra delen av landet, 800 km öster om huvudstaden Mexico City. El Cuyo ligger 7 meter över havet och antalet invånare är 196.
Terrängen runt El Cuyo är mycket platt. Runt El Cuyo är det mycket glesbefolkat, med 3 invånare per kvadratkilometer. Närmaste större samhälle är Palizada, 1,6 km söder om El Cuyo. Omgivningarna runt El Cuyo är en mosaik av jordbruksmark och naturlig växtlighet.